# Christoph Ohly
Christoph Ohly (* 28. September 1966 in Gelsenkirchen) ist ein deutscher römisch-katholischer Geistlicher und Kirchenrechtler.

## Leben
Er studierte nach dem Abitur zwei Jahre Philosophie und Theologie an der Universität Bonn. Als Alumnus des Pontificium Collegium Germanicum et Hungaricum de Urbe setzte er diese Studien in den Jahren 1987 bis 1990 an der Pontificia Università Gregoriana in Rom fort. Am 5. Mai 1990 empfing er die Diakonenweihe in Il Gesù (Rom) für das Erzbistum Köln. Danach versah er ein praktisches Jahr als Diakon in der Pfarrei St. Patricius in Eitorf. Nach seiner Rückkehr nach Rom empfing er am 10. Oktober 1991 in Sant’Ignazio di Loyola in Campo Marzio durch  Johannes Joachim Degenhardt die Weihe zum Priester. In den folgenden Jahren absolvierte er an der Gregoriana das theologische Lizentiatsstudium (Lic. theol.) im Bereich Dogmatik, das er 1993 abschloss.
Von 1993 bis 1996 war er Kaplan im Seelsorgebereich der Pfarrei St. Antonius (Wuppertal). Im Anschluss daran absolvierte er am Kanonistischen Institut der Universität München das Aufbaustudium Kanonisches Recht, das er bei Winfried Aymans im Jahr 1999 mit der theologischen Promotion (Dr. theol.) und 2001 mit dem kanonistischen Lizentiat (Lic. iur. can.) abschloss. In den Jahren seines Habilitationsstudiums war er wissenschaftlicher Assistent am Klaus-Mörsdorf-Studium für Kanonistik bei Winfried Aymans (2001–2003) und bei Helmuth Pree (2003–2007). Daneben war er in dieser Zeit zunächst als Hausgeistlicher im Angerkloster der Armen Schulschwestern von Unserer Lieben Frau, ab 2002 dann als Subsidiar in der Pfarrei Maria Schutz (Pasing) sowie als Rector ecclesiae im Haus St. Benedikt des Säkularinstituts Cruzadas de Santa María in München-Pasing tätig.
Seit 2003 ist er Mitarbeiter der Predigtzeitschrift Gottes Wort im Kirchenjahr sowie des religiösen Radiosenders Radio Horeb und hält regelmäßig Exerzitien. Im Jahr 2004 gründete er zusammen mit anderen Diözesanpriestern die Priestergemeinschaft P. Tomás Morales, die dem Säkularinstitut Cruzadas de Santa María verbunden ist und der er als Leiter vorsteht. Nach Abschluss der Habilitation im Fachbereich Kanonisches Recht im Jahr 2006 übernahm er Lehraufträge sowohl am Klaus-Mörsdorf-Studium für Kanonistik (München) als auch an der Katholisch-Theologischen Fakultät der Universität Mainz. Am 18. November 2008 von Papst Benedikt XVI. zum Konsultor ernannt, beriet er bis 2017 die vatikanische Kongregation für den Klerus. Seit 2009 ist er Gastprofessor an der Kanonistischen Fakultät der Universidad Eclesiástica San Dámaso (UESD) in Madrid, einer aus dem Priesterseminar des Erzbistums Madrid in den 1990er Jahren hervorgegangenen päpstlich anerkannten kirchlichen Hochschule, sowie Dozent am Bischöflichen Studium Rudolphinum Regensburg. Von 2010 bis 2020 war er Ordinarius für Kirchenrecht an der Theologischen Fakultät Trier, in den Jahren 2012 bis 2013 zugleich Dekan der Fakultät und von 2015 bis 2020 Studiendekan.
Mit Beginn des Wintersemesters 2019/20 wurde Christoph Ohly zum kommissarischen Rektor der Philosophisch-Theologischen Hochschule St. Augustin ernannt, die zum 1. Februar 2020 in Kölner Hochschule für Katholische Theologie (KHKT) umbenannt wurde. Dort ist er seit dem 1. April 2020 ordentlicher Professor für Kirchenrecht. Er gilt als Wunschkandidat des Kölner Kardinals Rainer Maria Woelki, der die Personalie als zukunftsweisend für den Erhalt der Hochschule und Ohly als einen der „renommierten Theologen Deutschlands“ bezeichnete. Für die Weiterentwicklung der Hochschule, die von Sankt Augustin nach Köln umgezogen ist, setzt er auf Kooperationen und verweist inhaltlich auf Aussagen Joseph Ratzingers zum Wesen der Theologie, die von Gott nicht so sprechen könne, als sei er eine bloße Hypothese des menschlichen Denkens.
Ohly war einer der Sprecher und ist seit 2017 Vorstandsvorsitzender des 2007 unter seiner Beteiligung gegründeten Neuen Schülerkreises Joseph Ratzinger/Papst Benedikt XVI. Er ist außerdem Mitglied des Stiftungsrates der Joseph Ratzinger Papst Benedikt XVI.-Stiftung und bildet zusammen mit Hanna-Barbara Gerl-Falkovitz, Karl-Heinz Menke und Christoph Binninger den theologischen Beirat der von der konservativen katholischen Wochenzeitung Die Tagespost während des Synodalen Wegs der römisch-katholischen Kirche in Deutschland publizierten Beilage Welt & Kirche, die den Verlauf und die Ergebnisse des innerkirchlichen Reformprozesses „kritisch in den Blick nehmen“ möchte.
Im Januar 2021 wurde der Gelsenkirchener von Kardinal Woelki zum nichtresidierenden Domkapitular in Köln ernannt. Am 7. März 2021 wurde er in das Amt eingeführt. Am 15. Dezember 2023 wurde Ohly zum residierenden Domkapitular ernannt und am 21. Januar 2024 offiziell eingeführt.
Ohly ist Mitglied des Verbandes der Wissenschaftlichen Katholischen Studentenvereine Unitas.

## Kontroverse um Angaben zur Finanzierung
Im Zusammenhang mit der öffentlichen Auseinandersetzung um die Sinnhaftigkeit der bistumseigenen Hochschule (KHKT) geriet auch Rektor Ohly in den Fokus. Ein Artikel von Daniel Deckers in der Frankfurter Allgemeinen Zeitung deckte auf, dass der Rektor Anfang März 2022 gegenüber der Agentur für die Akkreditierung kanonischer Studiengänge in Deutschland (AKAST) mit Sitz in Ingolstadt, der deutschen Schwesteragentur des vatikanischen Akkreditierungsamtes für päpstliche Bildungseinrichtungen AVEPRO, falsche Angaben über die vorgebliche Sicherheit der Finanzierung seiner Einrichtung gemacht haben soll. Ohly und seine Hochschule wiesen die Vorwürfe „entschieden“ zurück und bestritten die Aussage, ohne zunächst inhaltlich näher auf Ohlys Rolle in den kircheninternen Kommunikationsabläufen einzugehen. Daraufhin wurde ein Schreiben der KHKT von der Zeitung auszugsweise veröffentlicht, welches einen Passus zur Finanzierung enthält. Gemäß Statuten ist für finanzielle Belange allerdings ausschließlich die Trägerin, also die Stiftung zur Förderung von Bildung, Wissenschaft und Forschung des Erzbistums Köln, und nicht die KHKT zuständig. Der Vorsitzende des Diözesanrates der Katholiken im Erzbistum Köln, Tim Kurzbach, forderte Konsequenzen für den Kirchenrechtler.

## Schriften (Auswahl)
- Sensus fidei fidelium. Zur Einordnung des Glaubenssinnes aller Gläubigen in die Communio-Struktur der Kirche im geschichtlichen Spiegel dogmatisch-kanonistischer Erkenntnisse und der Aussagen des II. Vaticanum (= Münchener Theologische Studien. III. Kanonistische Abteilung. Band 57). EOS Verlag, St. Ottilien 2000, ISBN 3-8306-7024-9 (zugleich Dissertation, München 1999).
- Kooperative Seelsorge. Eine kanonistische Studie zu den Veränderungen teilkirchlicher Seelsorgestrukturen in den Diözesen der Kölner Kirchenprovinz (= Dissertationen. Kanonistische Reihe . Band 17). EOS Verlag, St. Ottilien 2002, ISBN 3-8306-7106-7 (zugleich Lizenziatsarbeit, München 2001).
- Die Beichte – das Sakrament der Versöhnung. Überlegungen und Hilfestellungen. Kath. Säkularinst. Cruzadas de Santa Maria, München 2004, ISBN 3-939183-00-8.
- als Herausgeber mit Michaela Christine Hastetter und Georgios Vlachonis: Symphonie des Glaubens. Junge Münchener Theologen im Dialog mit Joseph Ratzinger/Benedikt XVI. EOS, St. Ottilien 2007, ISBN 3-8306-7293-4.
- Der Dienst am Wort Gottes. Eine rechtssystematische Studie zur Gestalt von Predigt und Katechese im Kanonischen Recht (= Münchener Theologische Studien. III. Kanonistische Abteilung. Band 63). EOS Verlag, St. Ottilien 2008, ISBN 3-8306-7297-7 (zugleich Habilitationsschrift, München 2006/2007).
- als Herausgeber mit Thomas Marschler: Spes nostra firma. Festschrift für Joachim Kardinal Meisner zum 75. Geburtstag. Aschendorff, Münster 2009, ISBN 978-3-402-00437-1.
- als Herausgeber mit Michaela Christine Hastetter und Ioan Moga: Symphonie des Wortes. Beiträge zur Offenbarungskonstitution „Dei Verbum“ im katholisch-orthodoxen Dialog. Festgabe des Neuen Schülerkreises zum 85. Geburtstag von Joseph Ratzinger/Papst Benedikt XVI. EOS-Verl., St. Ottilien 2012, ISBN 978-3-8306-7541-9.
- als Herausgeber mit Wilhelm Rees und Libero Gerosa: Theologia Iuris Canonici. Festschrift für Ludger Müller zur Vollendung des 65. Lebensjahres (= Kanonistische Studien und Texte. Band 67). Duncker & Humblot., Berlin 2017, ISBN 978-3-428-15339-8.
- mit Ludger Müller: Katholisches Kirchenrecht. Ein Studienbuch (= utb. Band 4307). Ferdinand Schöningh, Paderborn 2018, ISBN 978-3-8252-4307-4.
- als Herausgeber mit Stephan Haering, Ludger Müller, Wilhelm Rees: Das Geschenk der Berufung zum Priestertum. Zur Zukunft der Priesterausbildung. Lit, Berlin 2020, ISBN 978-3-643-14264-1.
- als Herausgeber mit Josef Zöhrer: Mein Herr und mein Gott. Die Frage nach Gott in den gegenwärtigen Herausforderungen. Verlag Friedrich Pustet, Regensburg 2021. ISBN 978-3-7917-3295-4.
- als Herausgeber mit Josef Zöhrer: „Du hast mich erlöst, Herr, du treuer Gott“. Die Frage nach der Erlösung des Menschen im Licht des Christusglaubens. Verlag Friedrich Pustet, Regensburg 2022. ISBN 978-3-7917-3370-8.
- als Herausgeber mit Josef Zöhrer: „… was ich euch überliefert habe“. Verbindliche Wahrheit und Weiterentwicklung der Lehre der Kirche. Verlag Friedrich Pustet, Regensburg 2023. ISBN 978-3-7917-3421-7.